# 上海历史年表
以下是中华人民共和国上海市这座城市的历史年表。

## 1800年之前
- 751 - 唐朝設立华亭县
- 976——龙华寺重建。
- 1216 -静安寺遷址。
- 1292 - 元朝設立上海县。
- 1294 - 上海文庙建成。[1]
- 1554 -上海县城墙建成。
- 1732——江海关从松江迁往上海。

## 1800-1900
- 1842
  - 6月19日：上海被英军占领（吳淞戰役）。[2]
  - 上海根据南京条约開埠（五口通商）。[2]
- 1843 巴富尔被任命为英国领事。 [3]
- 1845- 英國租界成立。 [3]
- 1846 -礼查饭店开始营业。
- 1849 - 上海法租界成立。 [3]
- 1850
  - 字林西报开始出版。[4]
  - 聖依納爵公學成立。
- 1853
  - 小刀会佔領上海老城厢。
  - 4月：万国商团成立。[2]
- 1854-上海工部局成立。
- 1855—上海跑马总会成立。
- 1856 -韦尔斯桥建成。
- 1857 -皇家亚洲文会北中国支会成立。
- 1860
  - 八月：太平天国企图攻打上海，未果。[3]
  - 新北门建成。
- 1861
  - 太平軍進攻上海。
  - 英国公民組建上海总会。
- 1862年
  - 美国租界成立。[3]
  - 洋泾浜圣若瑟堂開堂。
- 1863 -虹口成为美国租界的一部分，同時英租界和美租界合併為公共租界。 [5]
- 1865
  - 江南機器製造總局和龙门書院成立。
  - 香港上海汇丰银行分行开业。
  - 英國在華最高法院成立。[3]
  - 上海引入煤氣燈。[1][6]
- 1866 - 太古集團在上海开展业务。
- 1868 - 徐家汇博物院成立。[7]
- 1869 -圣三一堂建成；它由乔治·吉尔伯特·斯科特设计。 [3]
- 1872 -申报开始出版。
- 1874年-人力车引入上海。 [1]
- 1876 - 吳淞鐵路开始运营。
- 1881 - 人口：302,767。 [8]
- 1882
  - 玉佛寺成立。
  - 上海南京路出現中國第一盞電燈。[9][1]
- 1884 - 点石斋画报开始出版。 [10]
- 1889 - 德文新報开始出版。
- 1895 - 人口：411,753。 [3]
- 1896 -南洋公学和俄罗斯驻上海总领事馆成立。
- 1898
  - 淞沪线開通运营。
  - 外国坟山建立

## 1900-2000

### 1900年代
- 1905 -江南造船厂和复旦公學成立。
- 1907 -外白渡桥建成。
- 1908年
  - 沪宁铁路、上海南站、汇中饭店大楼建成。 [11]
  - 上海有轨电车开始运营。 [1]
  - 虹口大戏院开业。[12]
- 1909年
  - 上海北站建成、上海高等实业学堂船政科成立。
  - 沪杭铁路开通运营。

### 1910年代
- 1910
  - 徐家汇圣依纳爵主教座堂和上海总会大楼建成。
- 1911-上海光復
- 1912 -上海县城墙被拆除。
- 1914 -上海无轨电车开始运营。
- 1916—上海亚细亚大楼和有利大楼大體上竣工。
- 1917—上海先施公司大楼竣工。

### 1920年代
- 1920 -上海造币厂開始建造。
- 1921年
  - 7月：中国共产党成立。[13]
  - 明星电影公司成立。[14]
  - 虹桥机场動工。
- 1923年-滙豐銀行大樓落成。
- 1924 -上海邮政总局和字林大楼建成。
- 1925年
  - 5月30日：五卅运动。
  - 東方圖書館开馆。 
  - 天一影片公司創辦。[15]
- 1927年
  - 上海工人三次武装起义。
  - 4月12日：四一二事件。
  - 7月7日：上海特别市政府成立，黄郛出任市长。
  - 国立音乐院成立。
  - 江海关大楼、乍浦路桥 [16]和摩西会堂建成。[1]
  - 上海特別市成立。
- 1928 -法华区成立。 [5]
- 1929年
  - 張羣擔任上海市长。
  - 新民報、大美晚报开始出版。
  - 沙逊大厦建成。

### 1930年代
- 1930年——南京大戏院成立。 [需要引用]
- 1932年
  - 一·二八事變
  - 1月：吴铁城出任市长。
- 1933 -百乐门舞厅开业。[17]
- 1934 -国际饭店建成。
- 1935年-佘山进教之佑圣母大殿和上海大厦建成。
- 1937年
  - 4月：俞鴻鈞出任市长。
  - 8 月 13 日 - 11 月 26 日：淞沪会战。
  - 10 月 26 日至 11 月 1 日：四行仓库保卫战。
  - 中国银行大厦建成。
- 1938年——《文汇报》开始出版。
- 1939 -上海犹太纪事报开始出版。 [18]

### 1940年代
- 1940－11月：陳公博出任市长。
- 1943 - 交还上海公共租界。
- 1944年—12月：周佛海出任市长。
- 1945年
  - 日本投降。
  - 8 月：吳國楨出任市长。
  - 全市分为30个行政区。[5]
  - 上海市市立实验戏剧学校成立。
- 1946 - 法國表示不再收回上海法租界。
- 1947年——中華民國憲法通过。
- 1949年
  - 饶漱石出任上海市委第一书记。
  - 5月：陈毅出任市长。
  - 5-6月：上海戰役。
  - 解放日报在上海创刊。
  - 上海电影制片厂成立。
  - 10月：中華人民共和國中央人民政府成立典禮。
  - 大批上海居民跟隨中華民國政府遷台，有些人逃往英屬香港。

### 1950年代
- 1950
  - 陈毅出任上海市委第一书记。
  - 上海市妇联成立。[19]
- 1951年——上海市足球代表队成立。
- 1952年——上海博物馆、上海财政经济学院、上海民族樂團成立。
- 1953 - 人口：6,204,417。 [20]
- 1954年
  - 柯庆施出任上海市委第一书记。
  - 上海动物园和上海师范专科学校成立。
  - 静安公园建成。
- 1955年
  - 中蘇友好大廈竣工
  - 虹口体育场建成。
- 1958年
  - 上海社会科学院成立。
  - 柯慶施出任市长。
  - 寶山、奉贤、嘉定、金山、青浦、松江和崇明县并入上海市。 [5]
  - 上海自然博物馆籌建。

### 1960年代
- 1960年——上海对外贸易学院成立。
- 1964 - 人口：10,816,500。 [21]
- 1965年
  - 陈丕显出任上海市委第一书记。
  - 曹荻秋出任市长。
- 1966年——文化大革命开始。
- 1967年
  - 上海人民公社成立。
  - 张春桥出任上海市革命委员会主任。

### 1970年代
- 1970
  - 一打三反運動。
  - 人口：10,820,000。 [22]
- 1971年——张春桥任上海市委第一书记。
- 1972 -1972年尼克松访华期間來到上海，並且發表上海公报。
- 1974年——上海植物园成立。
- 1976年——苏振华任上海市委第一书记。
- 1978年——上海译文出版社成立。
- 1979
  - 彭冲任上海市委第一书记。
  - 与旧金山建立友好城市关系。[23]

### 1980年代
- 1980
  - 上海市律师协会成立。[24]
  - 陈国栋出任上海市委第一书记。
- 1981年—汪道涵出任市长。
- 1982 - 人口：6,292,960（市區）； [25] 1185.97万（全市）。 [21]
- 1983 -上海历史文物陈列馆开业。
- 1984年——上海市政法管理干部学院成立。
- 1985年
  - 芮杏文出任上海市委书记。
  - 江泽民出任市长。
  - 上海市道教协会成立。 [5]
  - 文匯讀書周報开始出版。
- 1987年
  - 江泽民出任上海市委书记。
  - 1987年陆家嘴轮渡站踩踏事故
- 1988年
  - 朱镕基出任市长。
  - 新锦江大酒店建成。
  - 1988年上海市甲型肝炎大流行
- 1989
  - 六四事件。[26]
  - 朱镕基出任上海市委书记。

### 1990年代
- 1990 
  - 人口：13,341,900。
  - 浦东开发开放 [21]
- 1991
  - 南浦大桥、杨浦大桥建成。
  - 吴邦国出任上海市委书记。
  - 黄菊出任市长。
- 1992年——上海英文星报开始出版。
- 1993
  - 上海地铁开始运营。
  - 首屆上海国际电影节開幕。
- 1994
  - 黄菊出任上海市委书记。
  - 东方明珠建成。
  - 澳大利亚上海总商会成立。[27]
- 1995
  - 徐匡迪出任市长。
  - 大境閣對外開放。 
  - 上海图书馆新大楼启用。
  - 上海双年展首次舉辦。
  - 延安高架路和新金桥大厦建成。
  - 上海加中商会成立。
- 1997 -徐浦大桥开通。
- 1998
  - 上海大剧院開業。
  - 金茂大厦、恒生銀行大廈、上海期货大厦、上海力宝广场建成。
- 1999
  - 上海浦东国际机场开始运营。
  - 上海世纪出版集团成立。
  - 上海日报开始出版。
  - 上海公共交通卡推出。
- 2000
  - 国际航运金融大厦、世界金融大厦、中银大厦建成。
  - 首屆上海国际音乐烟花节開幕。
  - 人口：16,407,700。 [21]

## 21世纪

### 2000年代
- 2001年
  - 陈良宇出任市长。
  - 上海恒隆广场和上海信息大楼建成。
  - 上海电影集团公司成立。
- 2002年
  - 陈良宇出任上海市委書記。
  - 上海海洋水族馆和正大广场开业。
  - 首屆上海時裝周开幕。 [28]
  - 上海金鷹隊成立。
- 2003年
  - 韩正出任市长。
  - 卢浦大桥开通。
  - 明天广场、SOHO東海廣場、震旦国际大楼、上海来福士广场建成。
  - 南汇新城開始建设
- 2004年
  - 上海磁浮示范运营线开始运营。
  - 上海铁路博物馆和上汽国际赛车场建成。
  - 首屆世界一级方程式赛车中国大奖赛在上海舉行。
- 2005年
  - 上海视觉艺术学院和上海城市交响乐团成立。
  - 东海大桥、上海世茂国际广场、港汇恒隆广场、花旗集团大厦、上海银行大厦建成。
  - 东方艺术中心和上海旗忠森林体育城网球中心落成。
- 2006年
  - 韩正代理上海市委書記。
  - 陈良宇事件。
  - 六岛艺术中心开幕。
  - 中國人民解放軍61398部隊大約於此時成立。 [29]
- 2007年
  - 习近平出任上海市委書記。
  - 上海斯格威铂尔曼大酒店建成。
- 2008年——上海环球金融中心、时代金融中心、中融碧玉蓝天大厦建成。
- 2009
  - 首屆上海驕傲節舉辦。
  - 上海长江隧道大桥開通，上海欢乐谷建成。
  - 上海大師賽举行。

### 2010年代
- 2010
  - 中國2010年上海世界博覽會举办。
  - 梅赛德斯-奔驰文化中心开幕。
  - 闵浦大桥和会德丰国际广场建成。
  - 11月15日：静安区胶州路发生上海“11·15”特别重大火灾。
  - 人口：23,019,148。 [21]
- 2011
  - 京沪高速铁路開通。
  - 12月，上海市烹饪协会与上海餐饮行业协会合并成上海市餐饮烹饪行业协会[30]
- 2012
  - 11月：韩正出任上海市委書記。
  - 12月：杨雄出任市长。
  - 上海当代艺术博物馆开幕。
- 2013 - 中国（上海）自由贸易试验区開幕
- 2014 - 12月31日：2014年跨年夜上海外滩陈毅广场踩踏事件
- 2016 - 6月16日：上海迪士尼乐园开园。
- 2022 - 上海封城